# Tadeusz Stefan Kamiński
Tadeusz Stefan Kamiński (ur. 21 grudnia 1889 w Kołomyi, zm. 9–11 kwietnia 1940 w Katyniu) – pułkownik audytor Wojska Polskiego, doktor praw, działacz niepodległościowy.

## Życiorys
Urodził się 21 grudnia 1889 w Kołomyi, ówczesnym mieście powiatowym Królestwa Galicji i Lodomerii, w rodzinie Leopolda i Emilii.
W 1920 był sędzią śledczym w Tymczasowej Komisji Nadzwyczajnej przy Komisji Wojskowej Sejmu Ustawodawczego. Na tym stanowisku 6 sierpnia 1920 został zatwierdzony z dniem 1 kwietnia 1920 w stopniu majora w Korpusie Sądowym, w „grupie byłych Legionów Polskich”. 1 czerwca 1921 pełnił służbę w Biurze Prezydialnym Ministerstwa Spraw Wojskowych, pozostając na ewidencji Oddziału VI Prawnego Sztabu MSWojsk.. 3 maja 1922 został zweryfikowany w stopniu podpułkownika ze starszeństwem z dniem 1 czerwca 1919 i 43. lokatą w korpusie oficerów sądowych. W 1923 był zastępcą gen. bryg. Edwarda Szpakowskiego, szefa Gabinetu Ministra Spraw Wojskowych.
24 kwietnia 1928 Prezydent RP mianował go prokuratorem przy wojskowych sądach okręgowych, a minister spraw wojskowych przeniósł z Wojskowego Sądu Okręgowego Nr I w Warszawie do Prokuratury przy Wojskowym Sądzie Okręgowym Nr III w Wilnie na stanowisko prokuratora. W marcu 1931 minister spraw wojskowych powierzył mu czasowe pełnienie obowiązków prokuratora przy Najwyższym Sądzie Wojskowym.
27 czerwca 1935 został awansowany na pułkownika ze starszeństwem z dniem 1 stycznia 1935 i 1. lokatą w korpusie oficerów sądowych. 31 sierpnia 1935 Prezydent RP, Ignacy Mościcki zwolnił go ze stanowiska pełniącego obowiązki prokuratora przy Najwyższym Sądzie Wojskowym i mianował sędzią Najwyższego Sądu Wojskowego w Warszawie. Obowiązki na tym stanowisku pełnił przez kolejne cztery lata.
W czasie kampanii wrześniowej 1939 dostał się do sowieckiej niewoli. Już 28 października znajdował się kozielszczańskim obozie jeńców wojennych, z którego 4 listopada 1939 został przeniesiony do obozu NKWD w Kozielsku. Między 7 a 9 kwietnia 1940 został przekazany do dyspozycji naczelnika Zarządu NKWD Obwodu Smoleńskiego, a między 9 a 11 kwietnia 1940 zamordowany w Katyniu i tam pogrzebany. Od 28 lipca 2000 spoczywa na Polskim Cmentarzu Wojennym w Katyniu.
Postanowieniem nr 112-48-07 Prezydenta RP Lecha Kaczyńskiego z 5 października 2007 został awansowany pośmiertnie na stopień generała brygady. Awans został ogłoszony 9 listopada 2007 w Warszawie w trakcie uroczystości „Katyń Pamiętamy – Uczcijmy Pamięć Bohaterów”.

## Ordery i odznaczenia
- Krzyż Niepodległości – 12 maja 1931 „za pracę w dziele odzyskania Niepodległości”[20]
- Krzyż Oficerski Orderu Odrodzenia Polski – 2 maja 1923[21]
- Krzyż Walecznych dwukrotnie[22]
- Złoty Krzyż Zasługi – 1938 „za zasługi w służbie wojskowej”[23][22][24]
- Medal Pamiątkowy za Wojnę 1918–1921
- Medal Dziesięciolecia Odzyskanej Niepodległości
- Medal 3 Maja
- Krzyż Komandorski Orderu Korony Rumunii
- Krzyż Oficerski belgijskiego Orderu Korony
- Krzyż Kawalerski francuskiego Orderu Narodowego Legii Honorowej
- Medal Zwycięstwa